# Parafia Świętych Franciszka i Wiktora w Gruszowie
Parafia Świętych Franciszka i Wiktora w Gruszowie – parafia rzymskokatolicka znajdująca się w Ostrawie, w dzielnicy Gruszów, w kraju morawsko-śląskim w Czechach. Należy do dekanatu Ostrawa diecezji ostrawsko-opawskiej.

## Historia
Pierwsza pisemna wzmianka o kościele w Gruszowie, wówczas zajętym przez ewangelików, pochodzi z wizytacji kościelnej z 1652. W wykazie kościołów odebranych ewangelikom przez specjalną komisję w 1654 nie wymieniono jednak Gruszowa.
Wizytacja biskupia z 1679 wspomina miejscowy kościół drewniany pw. św. Marii Magdaleny jako filialny parafii w Polskiej Ostrawie. W 1892 wybudowano nowy murowany kościół pw. św. Franciszka z Asyżu, a konsekrowano go 1893. Przy nim utworzono osobną parafię.
Po I wojnie światowej Gruszów znalazł się w granicach Czechosłowacji, wciąż jednak podległy był diecezji wrocławskiej, pod zarządem specjalnie do tego powołanej instytucji zwanej: Knížebiskupský komisariát niský a těšínský. W 1928 utworzony został nowy dekanat śląskoostrawski, który przejął parafię w Gruszowie, a w 1939 jako jedna z 17 parafii archidiecezji wrocławskiej pozostała w granicach Protektoratu Czech i Moraw. W 1947 obszar ten wyjęto ostatecznie spod władzy biskupów wrocławskich i utworzono Apostolską Administraturę w Czeskim Cieszynie, podległą Watykanowi. W 1978 obszar Administratury podporządkowany został archidiecezji ołomunieckiej. W 1996 wydzielono z archidiecezji ołomunieckiej nową diecezję ostrawsko-opawską.